# Sumpvättespindel
Sumpvättespindel (Porrhomma pygmaeum) är en spindelart som först beskrevs av John Blackwall 1834.  Sumpvättespindel ingår i släktet Porrhomma och familjen täckvävarspindlar. Arten är reproducerande i Sverige. Inga underarter finns listade i Catalogue of Life.